# نریمان پوینت
نریمان پوینت یک منطقه تجاری در کلان‌شهر بمبئی، کشور هند، ایالت مهاراشترا است. 
قبلاً نریمان پوینت ناحیه تجاری مرکزی غرب هند بشمار می‌رفت که از سال ۲۰۱۰ به مجتمع بندرا کورلا منتقل شد. قبل از نریمان پوینت منطقه مستغلات بالارد مرکز توسعه کسب و کار بمبئی بودکه همانند نریمان پوینت در زمین‌های بدست آمده از اصلاح دریا ساخته شده بود.
نریمان پوینت در نوک جنوبی شبه جزیره بمبئی در انتهای بلوار مارین درایو واقع شده است.

## نگارخانه

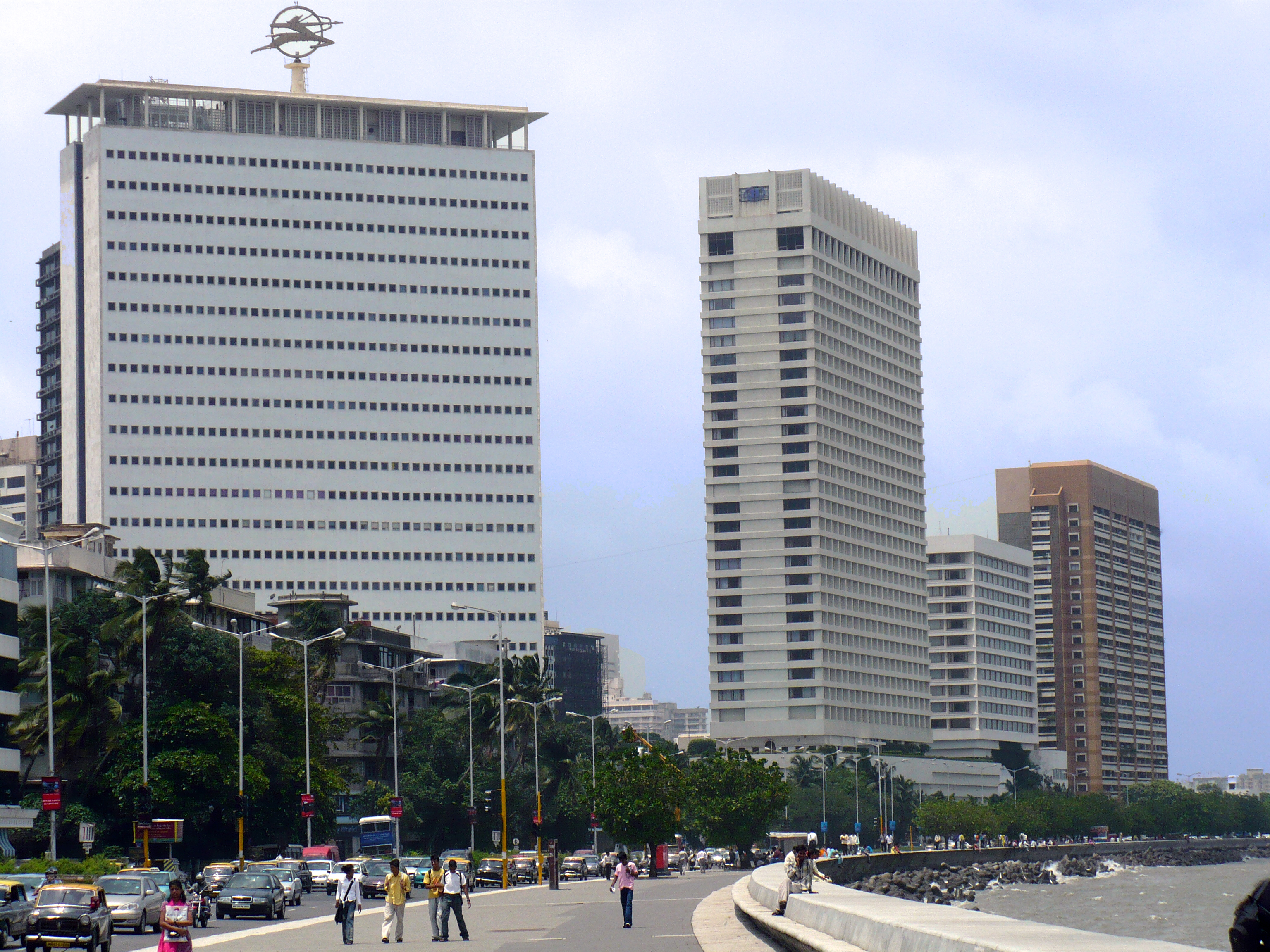
نریمان پوینت
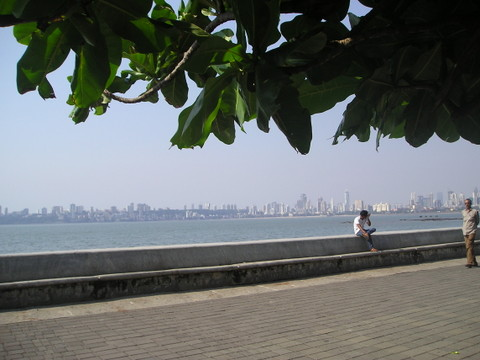
دریا دیوار در نریمان پوینت محلی برای استراحت
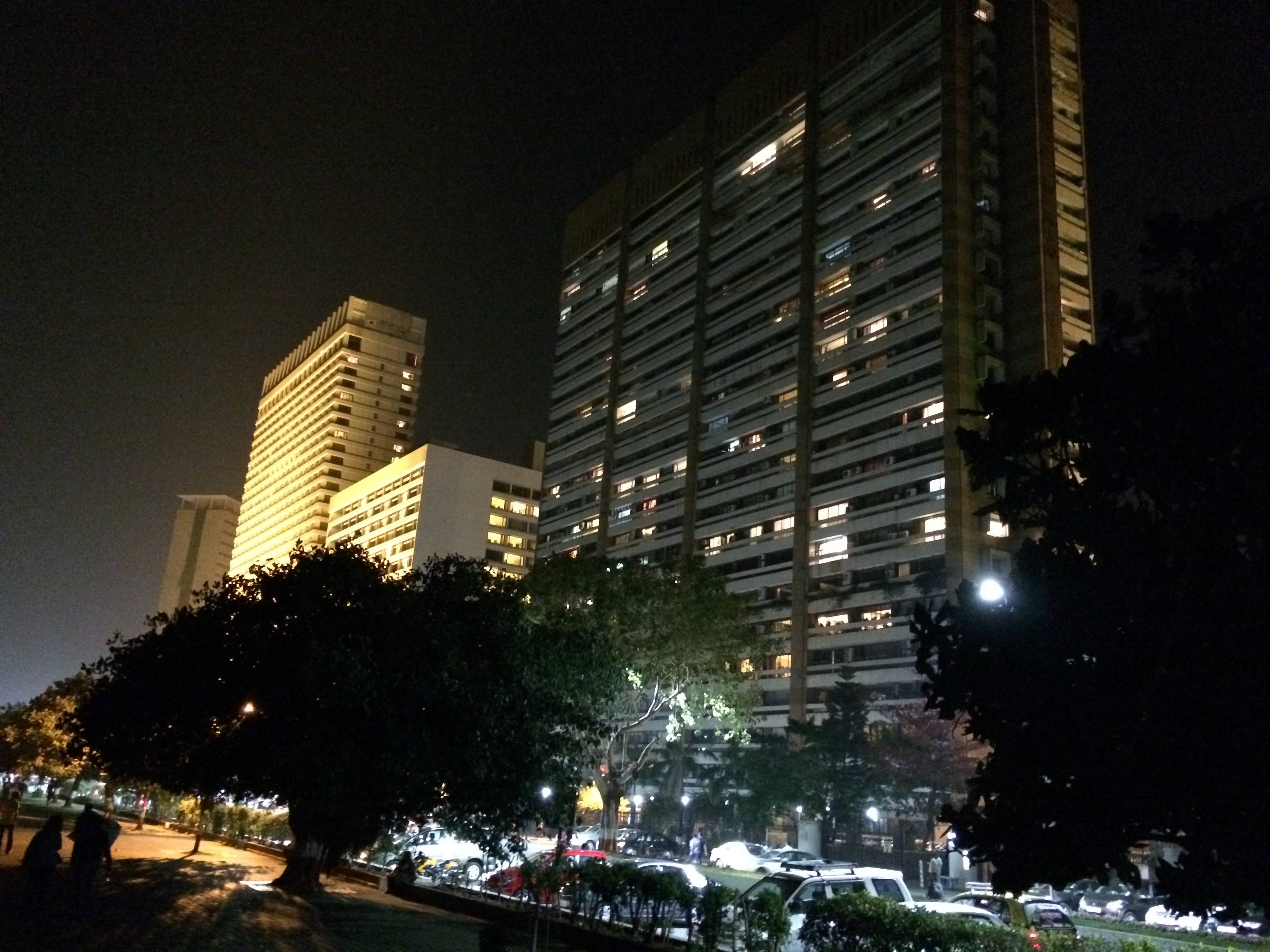
هتل اوبروی در نریمان پوینت